# Фраюнг-Графенау
48°50′ пн. ш. 13°30′ сх. д. / 48.83° пн. ш. 13.5° сх. д.
Фраюнг-Графенау (нім. Freyung-Grafenau) — район в Німеччині, у складі округу Нижня Баварія федеральної землі Баварія. Адміністративний центр — місто Фраюнг. Площа району складає 984,21 км². Найближчий міжнародний аеропорт знаходиться в Мюнхені.

## Клімат
Клімат у Фраюнг-Графенау морський. Протягом року випадає значна кількість опадів, середньорічна норма опадів — 1056 мм. Більша частина опадів випадає у липні, в середньому 138 мм. 
Середньорічна температура у Фраюнг-Графенау становить — 7.2 °C.

## Баварський Ліс

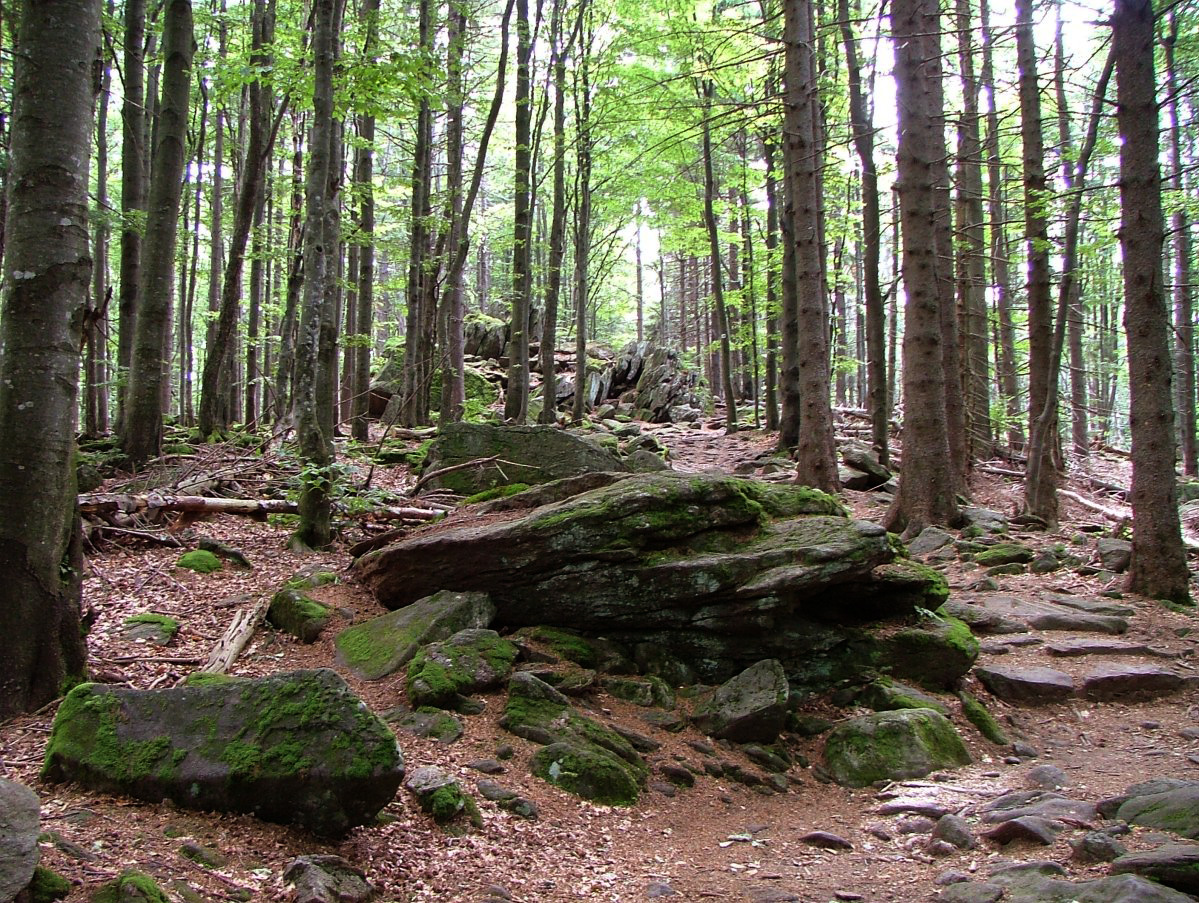
Баварський Ліс

У Фраюнг-Графенау розташований «Баварський Ліс» — національний парк Баварії. Парк займає площу близько 2 тис.кв.км. Він був заснований у 1970 році. Основна частина парку розташовується в оточенні гірських вершин, на висоті більше однієї тисячі метрів.
На сьогоднішній день «Баварський ліс» спільно з чеським національним парком «Богемський ліс» утворює найбільший природний лісовий простір у Центральній Європі. 
По території національного парку прокладено близько 200 км велосипедних, більше як 300 км пішохідних та близько 80 км лижних маршрутів.
Основне завдання, яке ставили перед собою організатори парку, полягає в тому, щоб зберегти один з найбільших залишків стародавнього лісового масиву в його первозданному вигляді і по можливості звести нанівець наслідки господарської діяльності людини.

## Адміністративний поділ

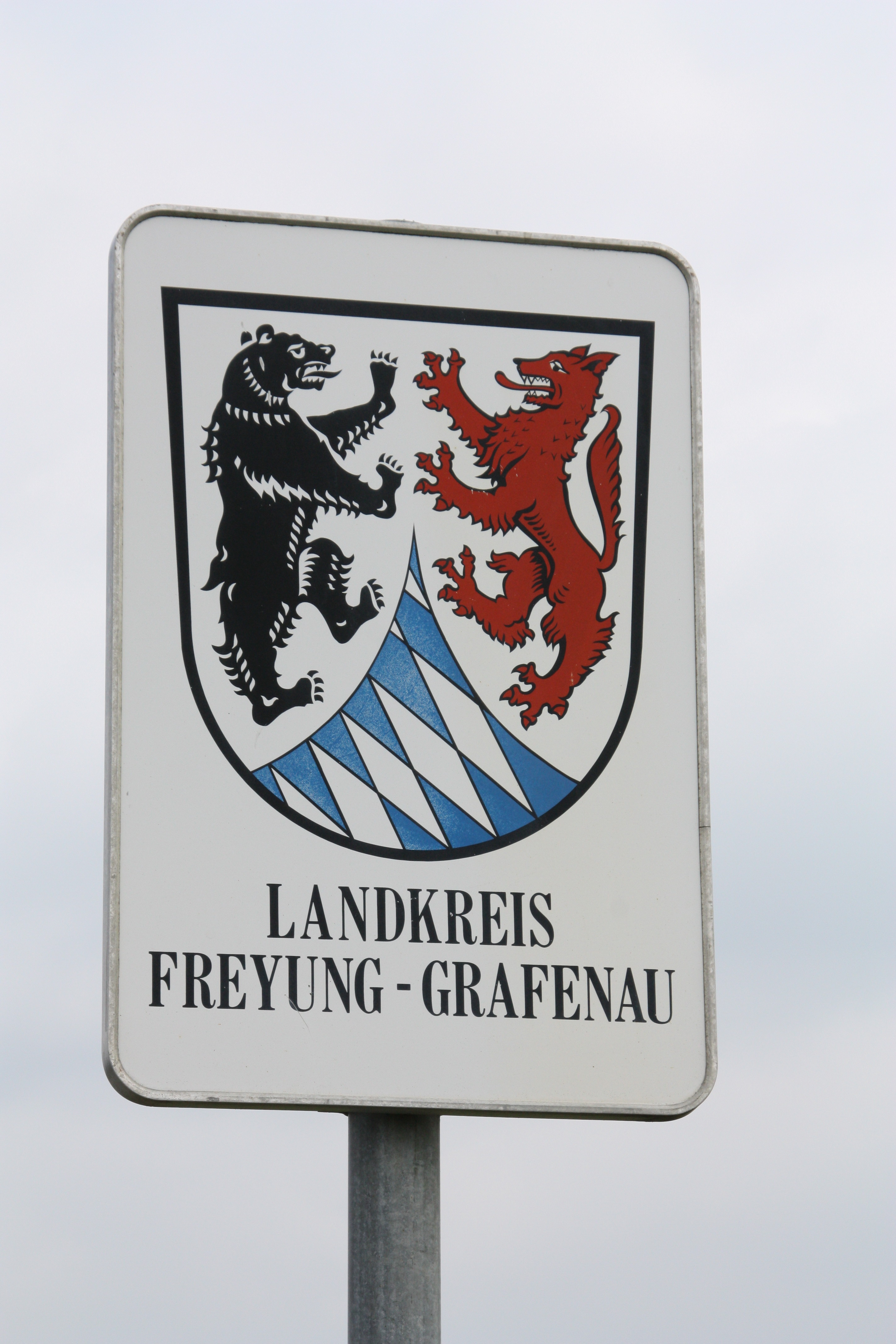

Район складається з 3 міст (нім. Städte), 3 торговельних громад (нім. Märkte) та 19 громади (нім. Gemeinden):

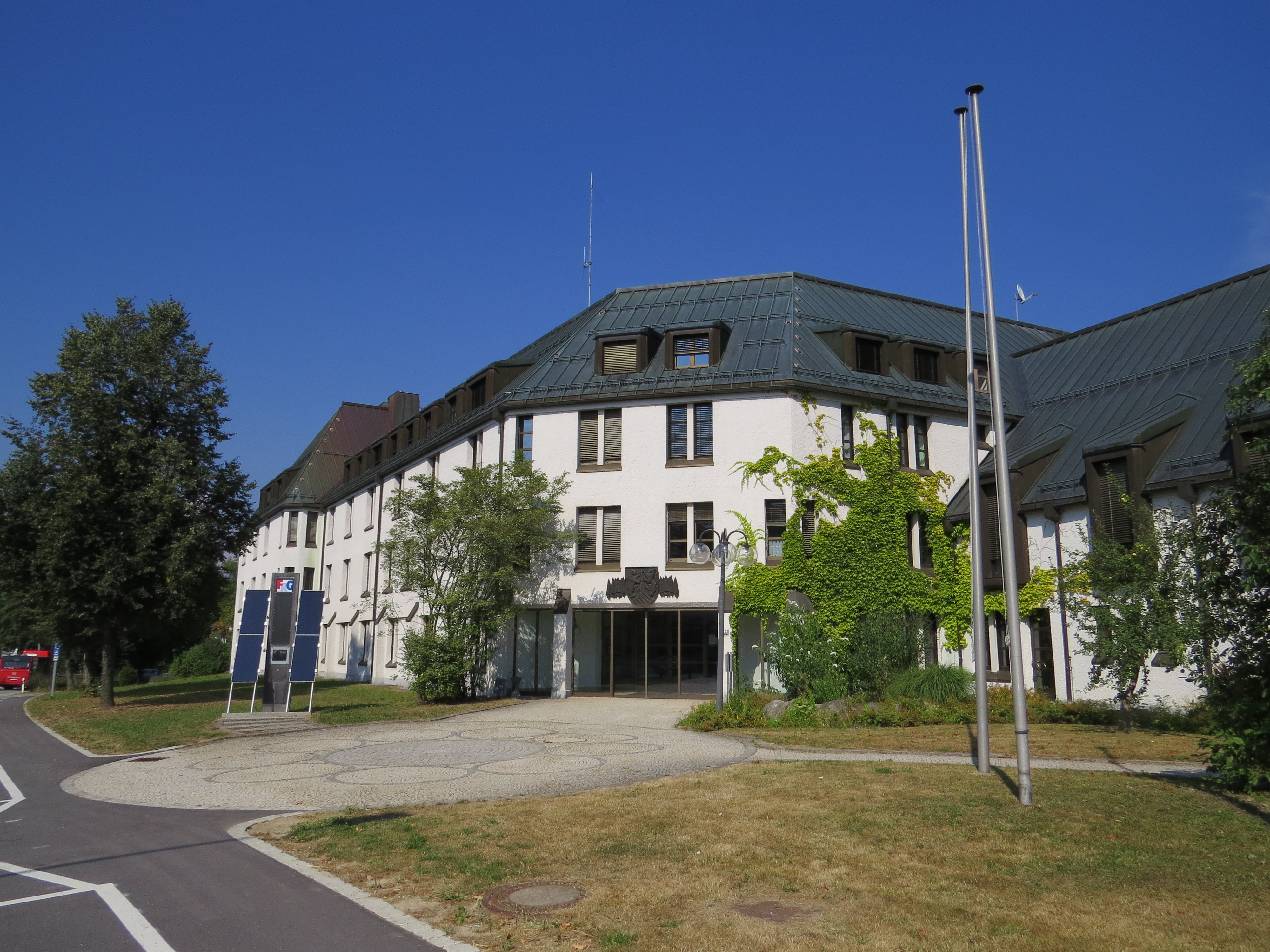
Ландстаг Фраюнг-Графенау

| Міста 1. Фраюнг (7135) 2. Графенау (8167) 3. Вальдкірхен (10732) Громади 1. Гайдмюле (1319) 2. Гінтершмідінґ (2453) 3. Гоенау (3339) 4. Грайнет (2489) 5. Зальденбург (2024) 6. Еппеншлаг (950) 7. Іннернцелль (1570) 8. Маут (2195) 9. Нойрайхенау (4411) 10. Нойшоенау (2209) 11. Рінгелай (1904) 12. Санкт-Освальд-Рідльгютте (2928) 13. Турмансбанг (2440) 14. Центінг (1118) 15. Шоефвег (1310) 16. Шпігелау (3855) 17. Фюрстенек (842) 18. Філіпсройт (628) 19. Яндельсбрунн (3291) | Торговельні громади 1. Перлесройт (2911) 2. Роернбах (4329) 3. Шоенберґ (3806) Об'єднання громад 1. Управління Гінтершмідінг (громади Гінтершмідінг і Філіпсройт) 1. Управління Перлесройт (торгова громада Перлесройт і громада Фюрстенек) 1. Управління Шоенберг (торгова громада Шоенберг і громади Еппеншлаг, Іннернцелль, Шоефвеґ) 1. Управління Турмансбанг (громади Турмансбанг і Центінг) |

Дані про населення наведені станом на 31 грудня 2020.

## Населення
Населення району становить 78 355 осіб (станом на 31 грудня 2020).
| Демографія | Демографія | Демографія | Демографія | Демографія | Демографія | Демографія | Демографія | Демографія | Демографія | Демографія | Демографія | Демографія | Демографія | Демографія |
| ---------- | ---------- | ---------- | ---------- | ---------- | ---------- | ---------- | ---------- | ---------- | ---------- | ---------- | ---------- | ---------- | ---------- | ---------- |
| Рік        | 1840       | 1900       | 1939       | 1950       | 1961       | 1970       | 1987       | 1995       | 2000       | 2005       | 2008       | 2012       | 2013       |            |
| Населення  | 40.717     | 48.294     | 57.292     | 75.499     | 67.870     | 72.402     | 75.564     | 81.861     | 82.434     | 81.582     | 80.044     | 77.817     | 77.626     |            |